# Lupine-uitbreekkogeltje
Het lupine-uitbreekkogeltje (Diaporthe woodii) is een schimmel behorend tot de familie Diaporthaceae. Het komt voor op stengels van kruidachtige planten.

## Verspreiding
In Nederland komt het uiterst zeldzaam voor.